# Álbuns número um na Billboard 200 em 2008

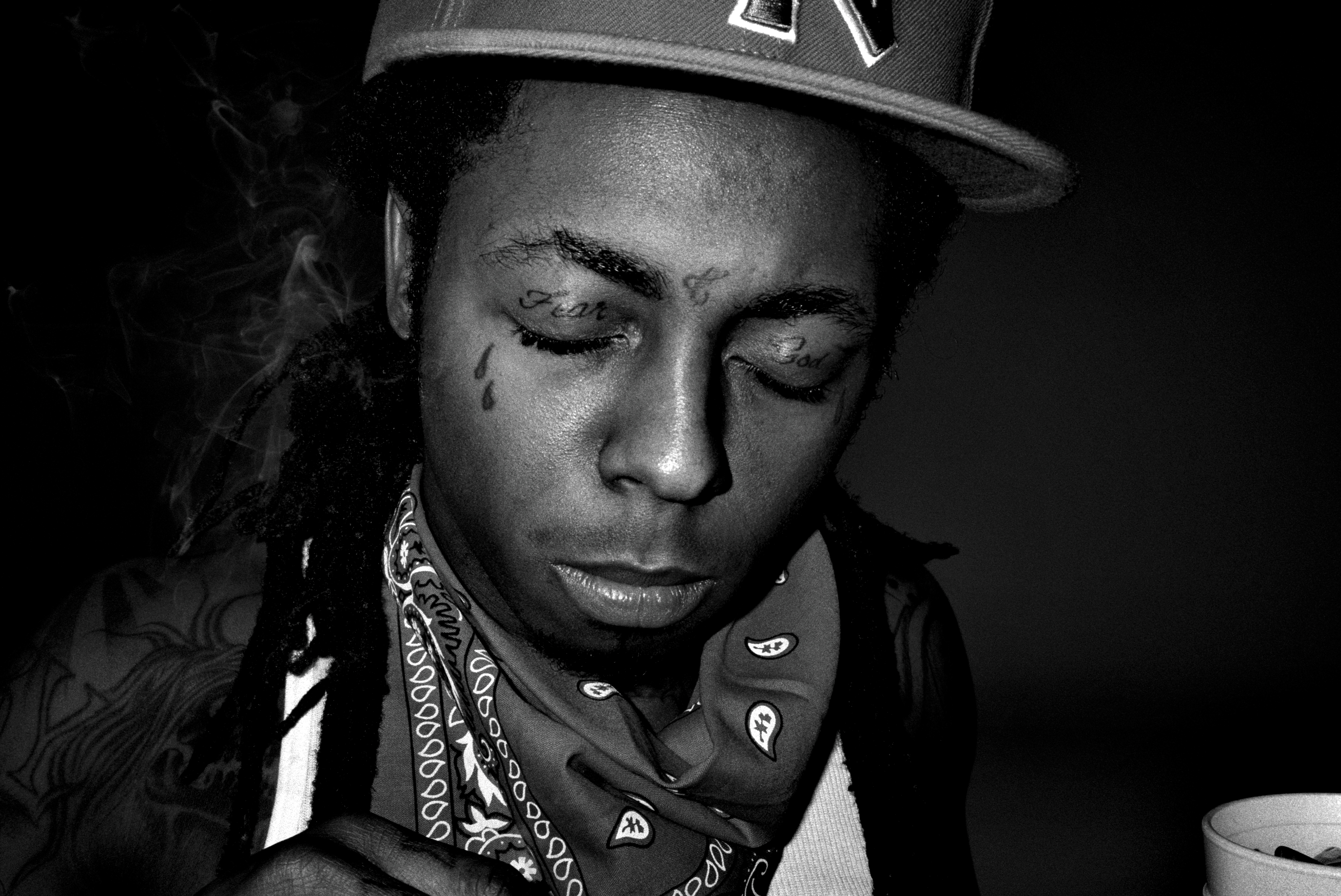
O cantor Lil Wayne ficou por três semanas no topo da parada, além de ter o álbum mais vendido em um semana.

Este anexo lista os álbuns que alcançaram a primeira posição da Billboard 200 no ano de 2008. Esses dados são compilados pela Nielsen Soundscan, com base nas vendas físicas e digitais dos álbuns a cada semana, nos Estados Unidos, e publicados pela revista Billboard.
Os artistas que mais ficaram na primeira posição foram a banda Metallica, com Death Magnetic, e o cantor Jack Johnson, com seu até então álbum de inéditas Sleep Through the Static, com vendas de 490 e 375 mil respectivamente. O álbum que mais vendeu em uma semana foi o disco Tha Carter III, do cantor Lil Wayne, com mais de um milhão de cópias em sua estreia e ficou ao todo três semana no topo na parada.
Alicia Keys foi a artista com a vendagem mais baixa de 2008, com vendas de um pouco mais de 60 mil exemplares comercializados em duas semanas, e conseguindo ficar ao todo por três semanas não consecutivas no topo da parada. As trilhas sonoras do filme Juno, Twilight e Mamma Mia! conseguiram ficar no topo com uma semana. Os artistas Mariah Carey, Jack Johnson e T.I. e as bandas Jonas Brothers e AC/DC também obtiveram destaque no ano de 2008.

## Histórico da parada

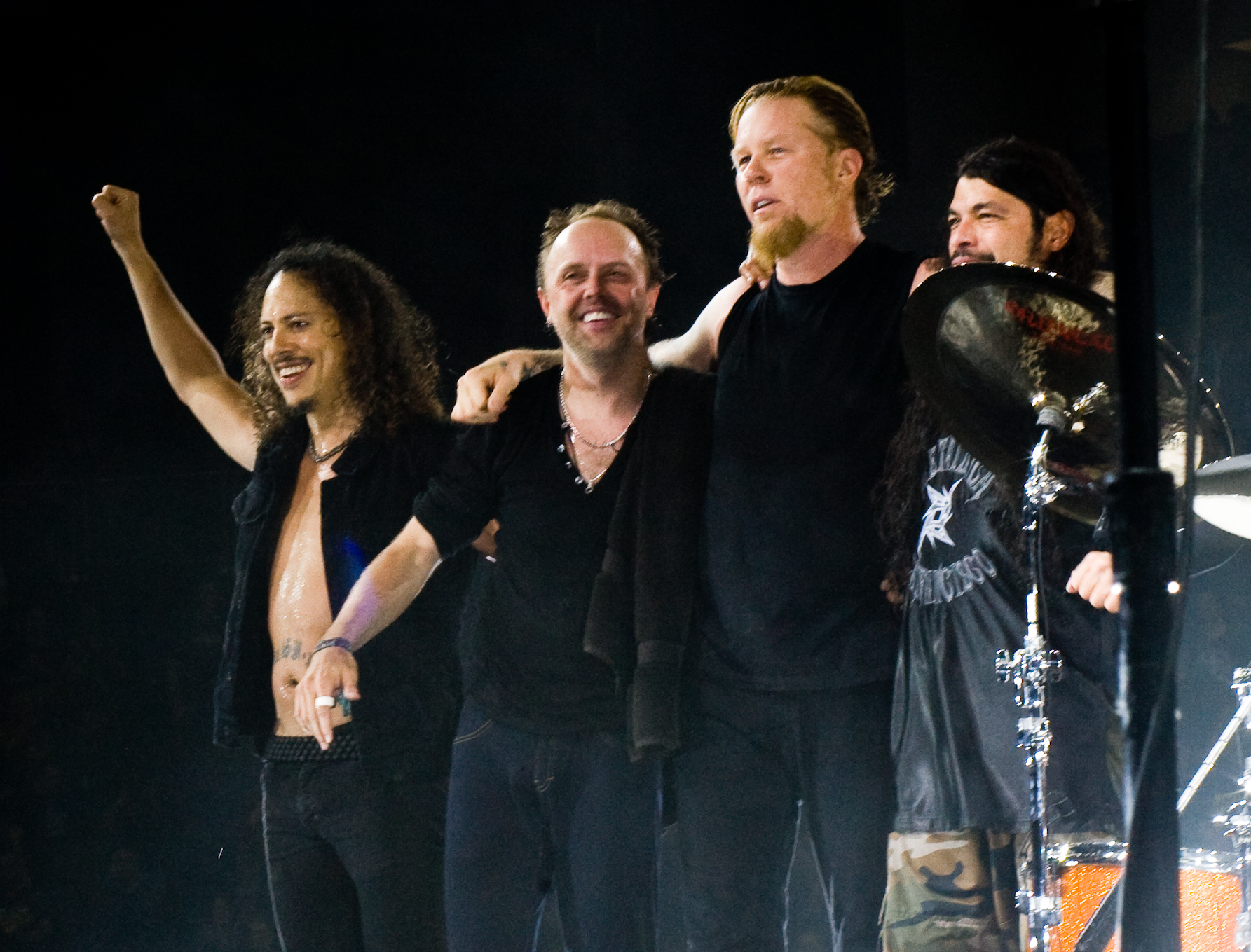
Metallica ficou por semanas consecutivas em primeiro lugar na Billboard 200.

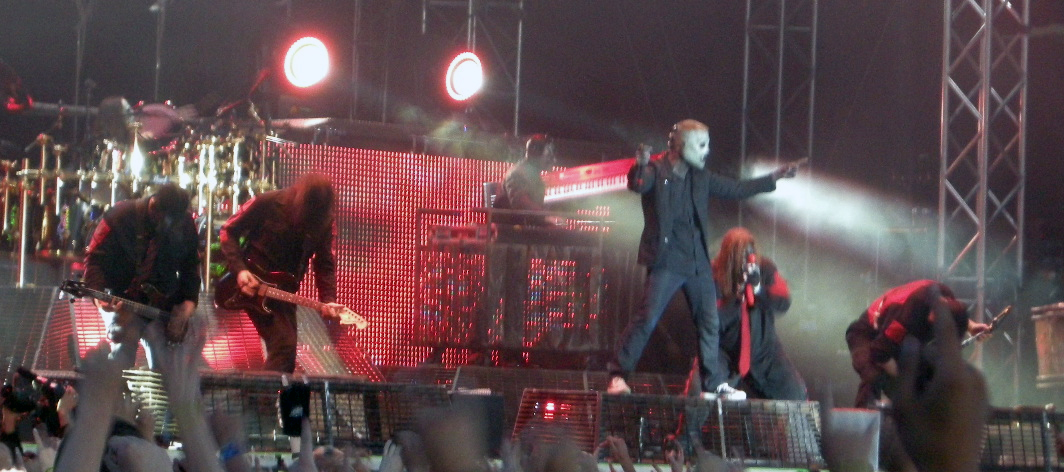
O Slipknot também obteve destaque em 2008 com o álbum All Hope Is Gone.

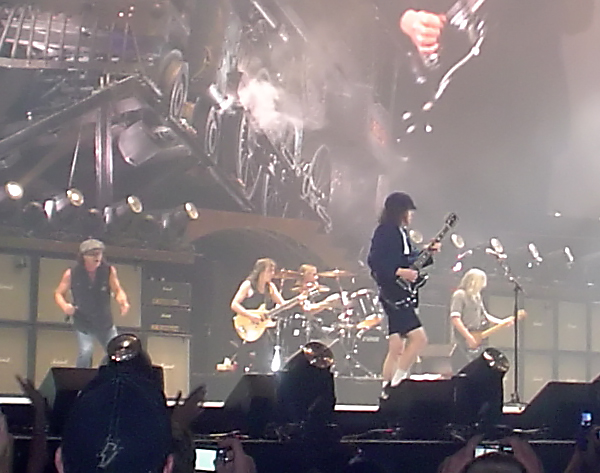
A banda AC/DC esteve entre os melhores do ano de 2008 com o seu décimo quinto álbum de estúdio Black Ice

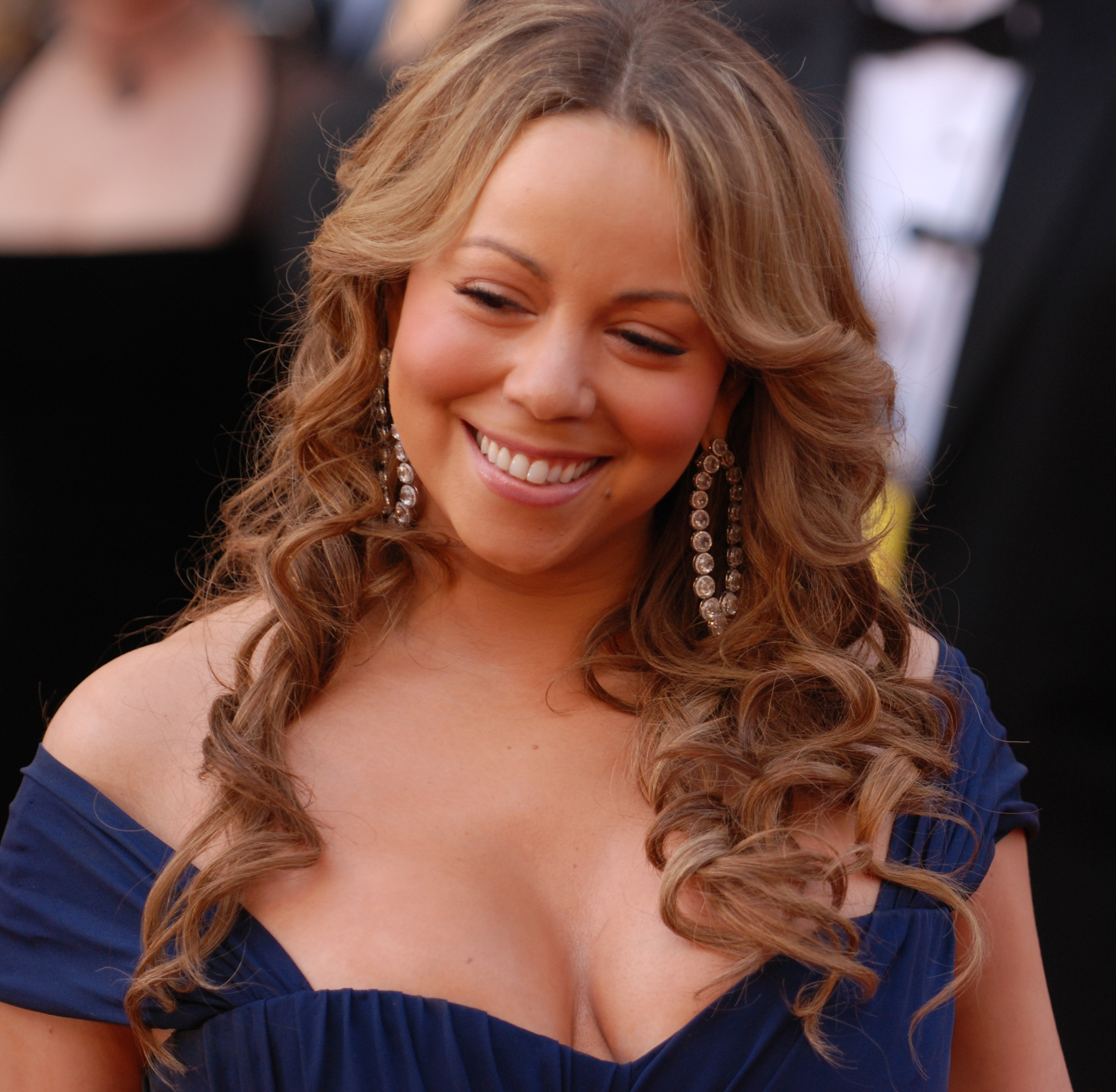
E=MC², de Mariah Carey, ficou durante duas semanas entre os mais vendidos de 2008.

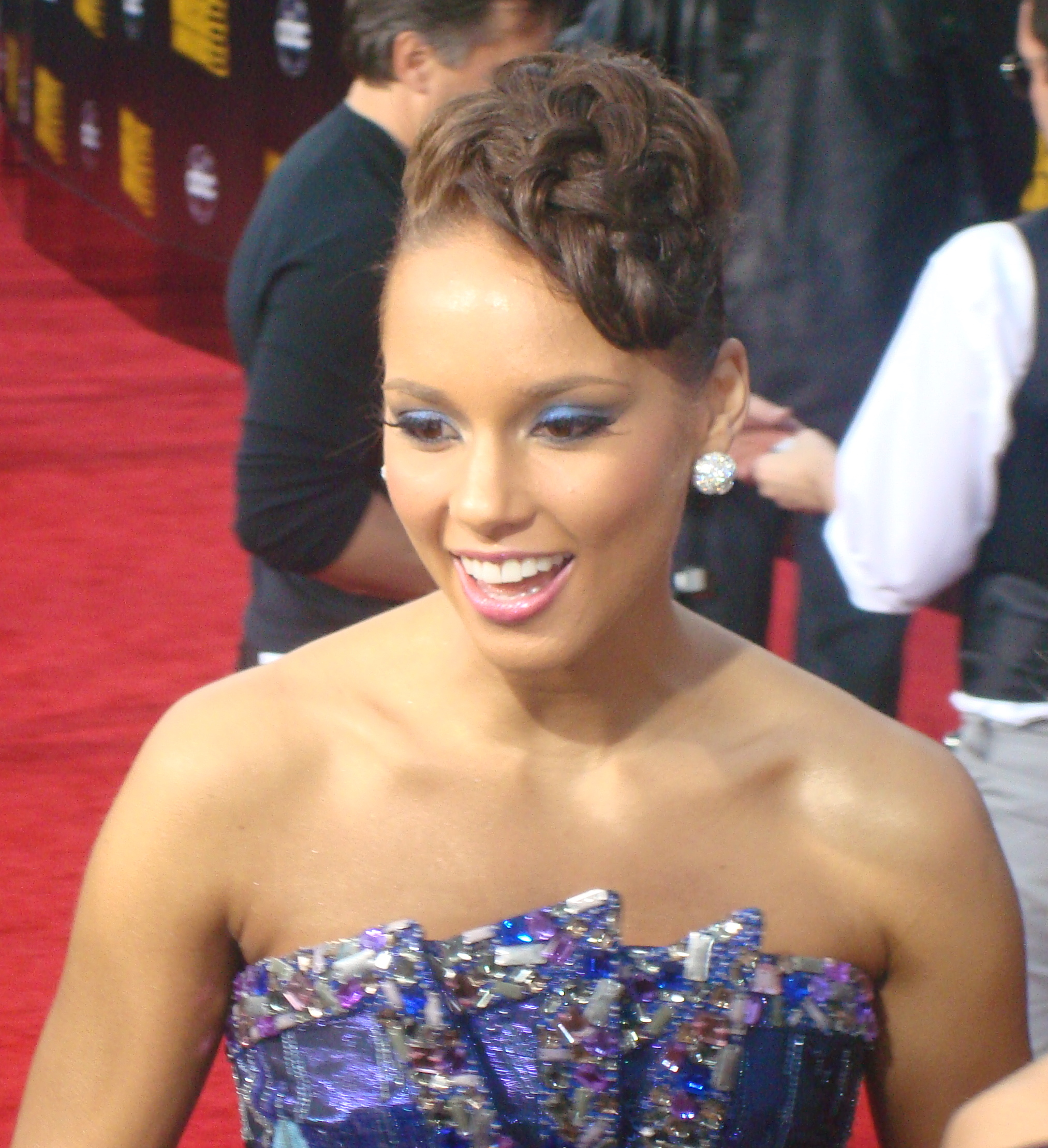
Embora Alicia Keys tivesse tido o pior desempenho no ranking, ficou por três semanas na lista.

| Data            | Álbum                                     | Artista(s)          | Vendas aproximadas | Ref.          |
| --------------- | ----------------------------------------- | ------------------- | ------------------ | ------------- |
| 5 de janeiro    | Noël                                      | Josh Groban         | 757 mil            | [ 2 ]         |
| 12 de janeiro   | Growing Pains                             | Mary J. Blige       | 204 mil            | [ 3 ]         |
| 19 de janeiro   | In Rainbows                               | Radiohead           | 122 mil            | [ 4 ]         |
| 26 de janeiro   | As I Am                                   | Alicia Keys         | 70 mil             | [ 5 ]         |
| 2 de fevereiro  | As I Am                                   | Alicia Keys         | 61 mil             | [ 6 ]         |
| 9 de fevereiro  | Juno                                      | Vários artistas     | 65 mil             | [ 7 ]         |
| 16 de fevereiro | As I Am                                   | Alicia Keys         | 61 mil             | [ 8 ]         |
| 23 de fevereiro | Sleep Through the Static                  | Jack Johnson        | 375 mil            | [ 9 ]         |
| 1 de março      | Sleep Through the Static                  | Jack Johnson        | 180 mil            | [ 10 ]        |
| 8 de março      | Sleep Through the Static                  | Jack Johnson        | 105 mil            | [ 11 ]        |
| 15 de março     | Discipline                                | Janet Jackson       | 232 mil            | [ 12 ]        |
| 22 de março     | Good Time                                 | Alan Jackson        | 119 mil            | [ 13 ]        |
| 29 de março     | Trilla                                    | Rick Ross           | 198 mil            | [ 14 ]        |
| 5 de abril      | Welcome to the Dollhouse                  | Danity Kane         | 283 mil            | [ 15 ]        |
| 12 de abril     | Day26                                     | Day26               | 190 mil            | [ 16 ]        |
| 19 de abril     | Troubadour                                | George Strait       | 166 mil            | [ 17 ]        |
| 26 de abril     | Spirit                                    | Leona Lewis         | 205 mil            | [ 18 ]        |
| 3 de maio       | E=MC²                                     | Mariah Carey        | 463 mil            | [ 19 ]        |
| 10 de maio      | E=MC²                                     | Mariah Carey        | 182 mil            | [ 20 ]        |
| 17 de maio      | Hard Candy                                | Madonna             | 280 mil            | [ 21 ]        |
| 24 de maio      | Home Before Dark                          | Neil Diamond        | 146 mil            | [ 22 ]        |
| 31 de maio      | Narrow Stairs                             | Death Cab for Cutie | 144 mil            | [ 23 ]        |
| 7 de junho      | 3 Doors Down                              | 3 Doors Down        | 154 mil            | [ 24 ]        |
| 14 de junho     | Here I Stand                              | Usher               | 433 mil            | [ 25 ]        |
| 21 de junho     | Indestructible                            | Disturbed           | 252 mil            | [ 26 ]        |
| 28 de junho     | Tha Carter III                            | Lil Wayne           | 1,006 milhão       | [ 27 ]        |
| 5 de julho      | Viva la Vida or Death and All His Friends | Coldplay            | 721 mil            | [ 28 ] [ 29 ] |
| 12 de julho     | Viva la Vida or Death and All His Friends | Coldplay            | 249 mil            | [ 30 ]        |
| 19 de julho     | Tha Carter III                            | Lil Wayne           | 156 mil            | [ 31 ]        |
| 26 de julho     | Tha Carter III                            | Lil Wayne           | 125 mil            | [ 32 ]        |
| 2 de agosto     | Untitled                                  | Nas                 | 187 mil            | [ 33 ]        |
| 9 de agosto     | Breakout                                  | Miley Cyrus         | 371 mil            | [ 34 ]        |
| 16 de agosto    | Love on the Inside                        | Sugarland           | 171 mil            | [ 35 ]        |
| 23 de agosto    | Mamma Mia! The Movie Soundtrack           | Vários artistas     | 130 mil            | [ 36 ]        |
| 30 de agosto    | A Little Bit Longer                       | Jonas Brothers      | 525 mil            | [ 37 ] [ 38 ] |
| 6 de setembro   | A Little Bit Longer                       | Jonas Brothers      | 147 mil            | [ 39 ]        |
| 13 de setembro  | All Hope Is Gone                          | Slipknot            | 239 mil            | [ 40 ]        |
| 20 de setembro  | The Recession                             | Young Jeezy         | 260 mil            | [ 41 ]        |
| 27 de setembro  | Death Magnetic                            | Metallica           | 490 mil            | [ 42 ] [ 43 ] |
| 4 de outubro    | Death Magnetic                            | Metallica           | 337 mil            | [ 44 ]        |
| 11 de outubro   | Death Magnetic                            | Metallica           | 132 mil            | [ 45 ]        |
| 18 de outubro   | Paper Trail                               | T.I.                | 568 mil            | [ 46 ]        |
| 25 de outubro   | Paper Trail                               | T.I.                | 177 mil            | [ 47 ]        |
| 1 de novembro   | Lucky Old Sun                             | Kenny Chesney       | 176 mil            | [ 48 ]        |
| 8 de novembro   | Black Ice                                 | AC/DC               | 784 mil            | [ 49 ]        |
| 15 de novembro  | Black Ice                                 | AC/DC               | 271 mil            | [ 50 ]        |
| 22 de novembro  | Twilight                                  | Vários artistas     | 165 mil            | [ 51 ]        |
| 29 de novembro  | Fearless                                  | Taylor Swift        | 592 mil            | [ 52 ]        |
| 6 de dezembro   | I Am… Sasha Fierce                        | Beyoncé             | 482 mil            | [ 53 ]        |
| 13 de dezembro  | 808s & Heartbreak                         | Kanye West          | 450 mil            | [ 54 ]        |
| 20 de dezembro  | Circus                                    | Britney Spears      | 505 mil            | [ 55 ]        |
| 27 de dezembro  | Fearless                                  | Taylor Swift        | 249 mil            | [ 56 ]        |